# Anthurium callejasii
Anthurium callejasii är en kallaväxtart som beskrevs av Thomas Bernard Croat. Anthurium callejasii ingår i släktet Anthurium och familjen kallaväxter. Inga underarter finns listade.